# Гравійний кар'єр

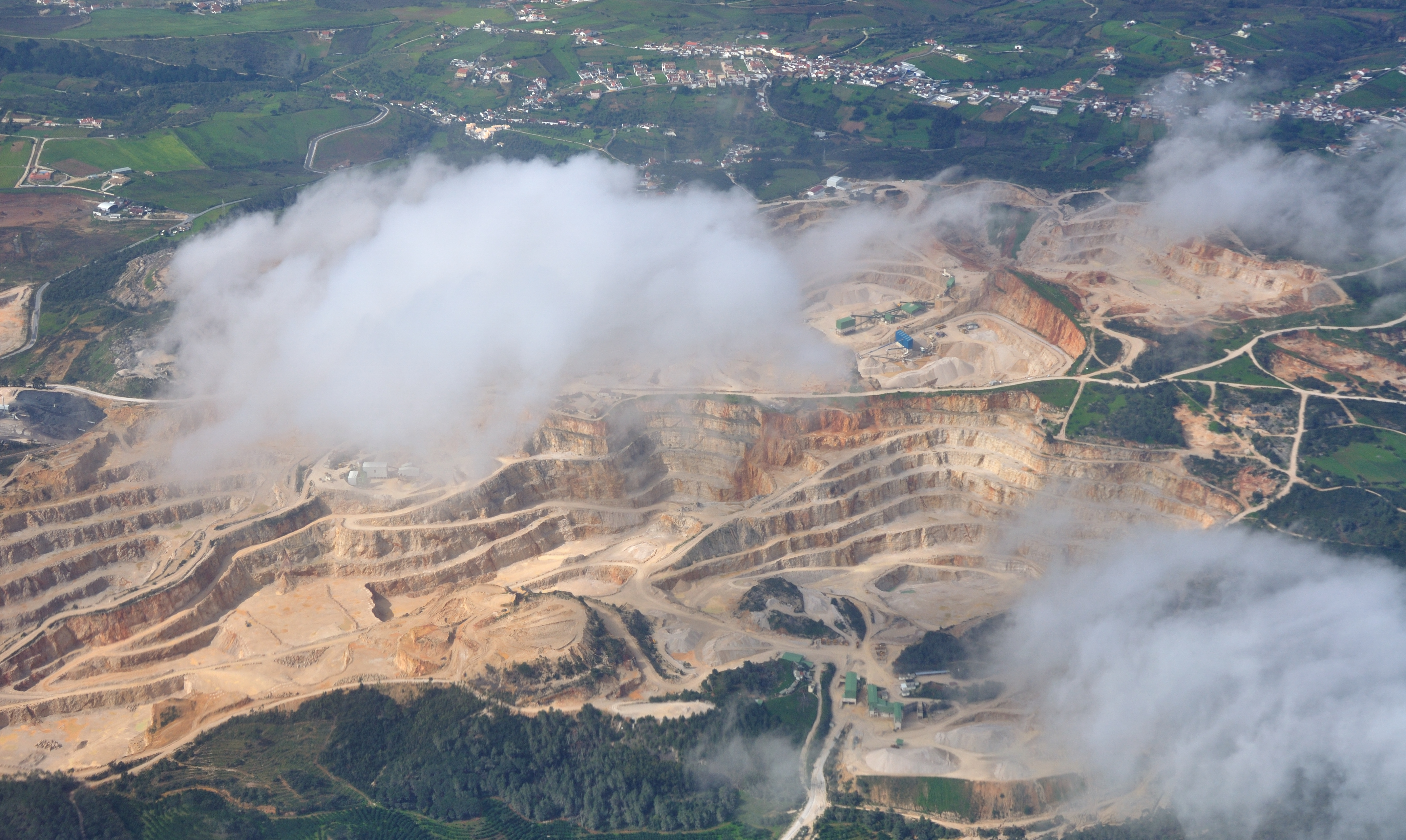
Гравійний кар'єр у дистрикті Лісабон, Португалія

Гравійний кар'єр — глибокий кар'єр для розробки покладів гравію у відкритий спосіб. Товарною продукцією гравійного кар'єру є будівельні матеріали гравій, пісок та щебінь.

## Опис
Гравійні кар'єри часто розташовані у річкових долинах, де рівень ґрунтових вод є високий, тому вони можуть природно заповнюватися водою, утворюючи ставки або озера. 
Старі занедбані гравійні кар'єри зазвичай використовуються як природні заповідники, або як зони відпочинку, для занняття водними видами спорту чи для прогулянок на човнах. Також багато гравійних кар'єрів зариблюються прісноводною рибою, щоб створити місця для рибальства.

## Світлини

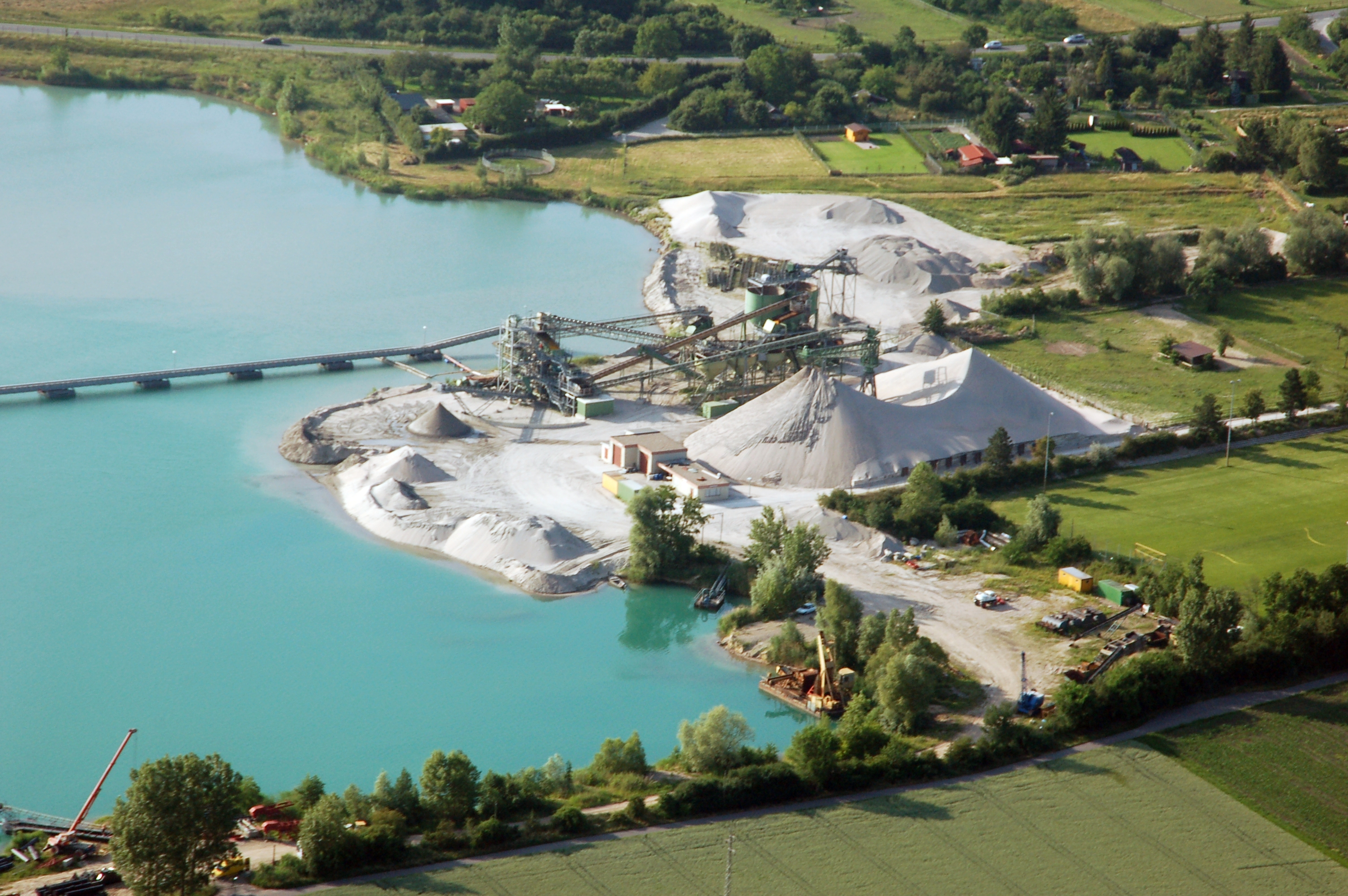
Кар'єр у Требурі, Гессен, Німеччина
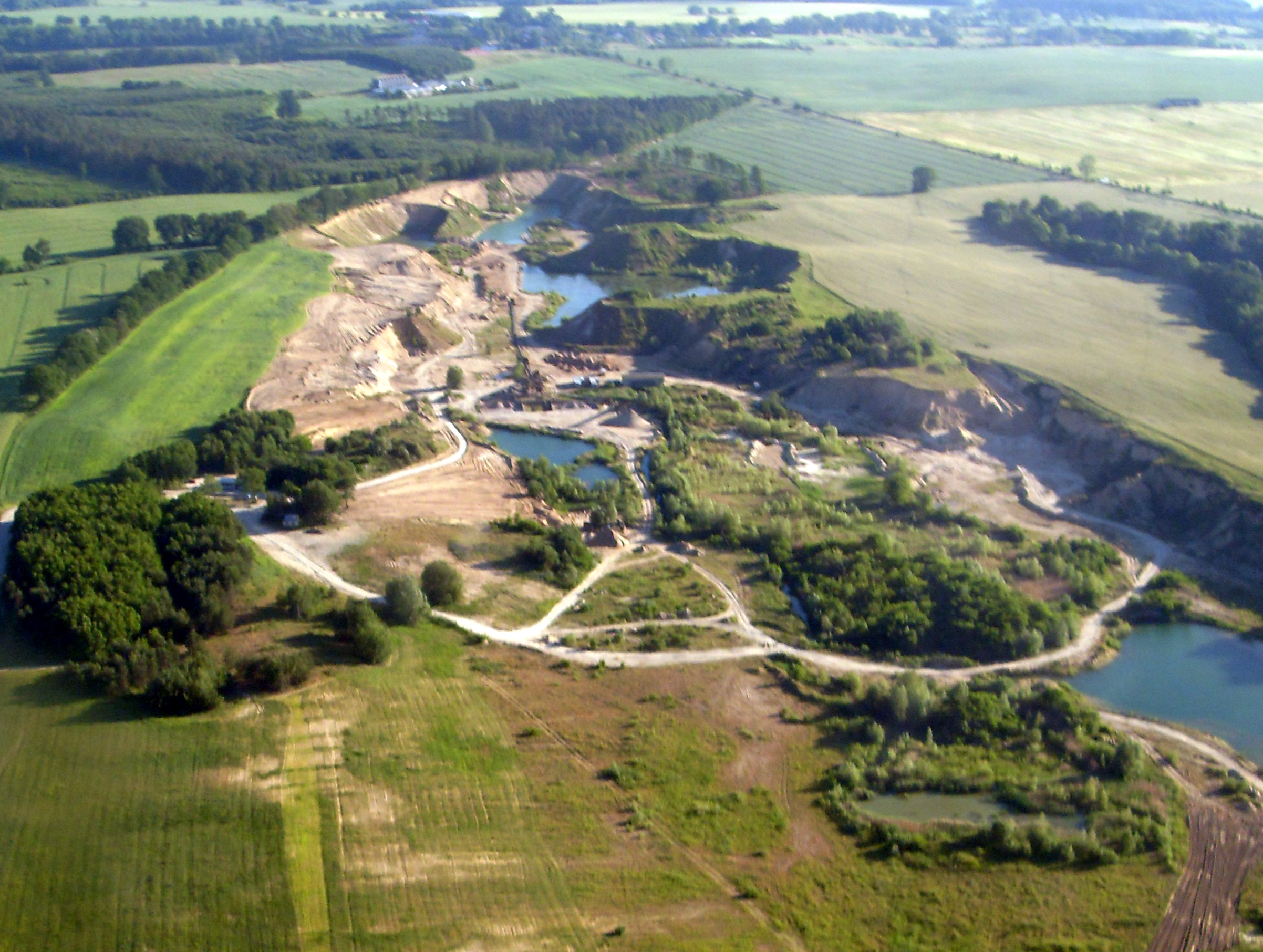
Кар'єр у селі Мости, Західнопоморське воєводство, Польща
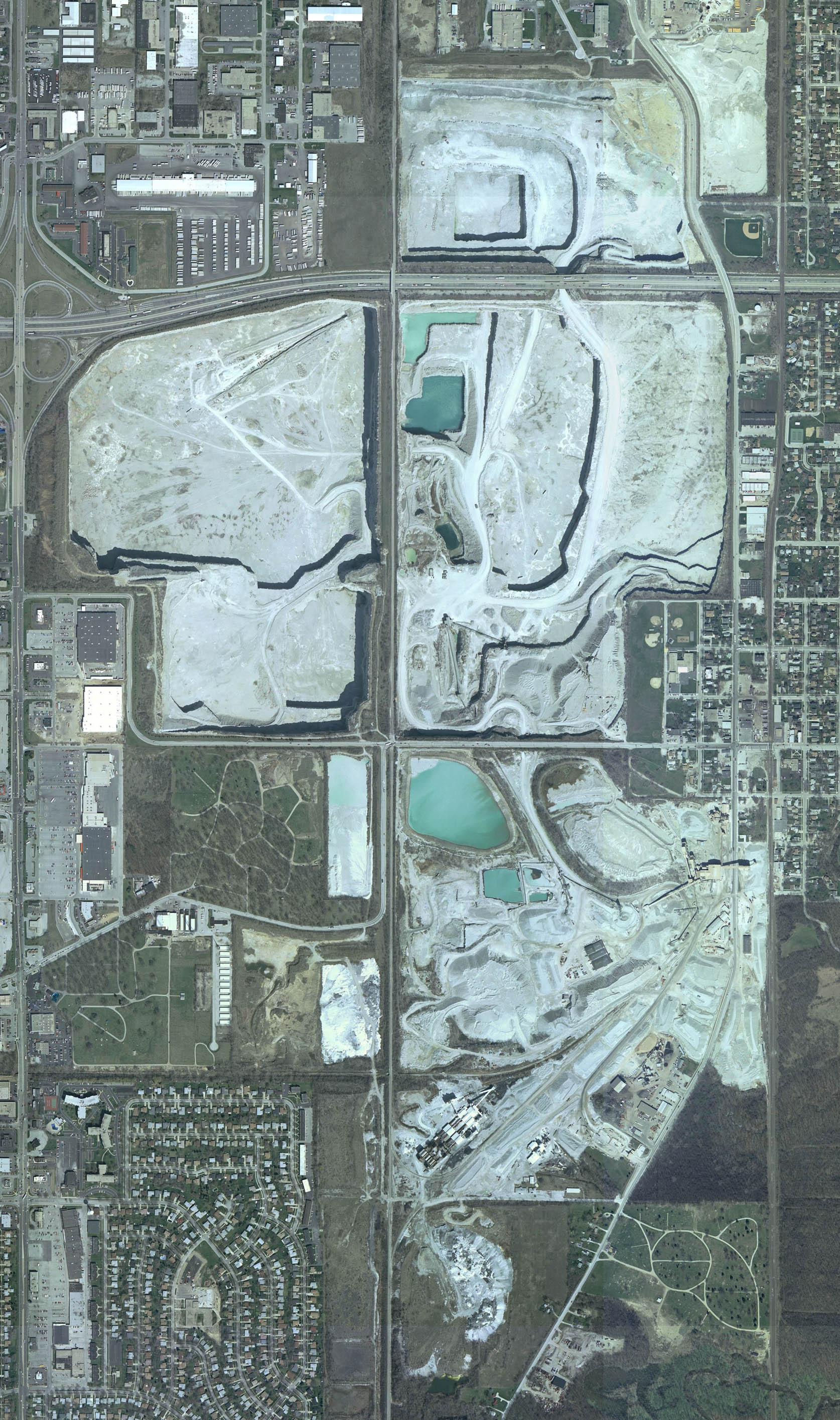
Кар'єр
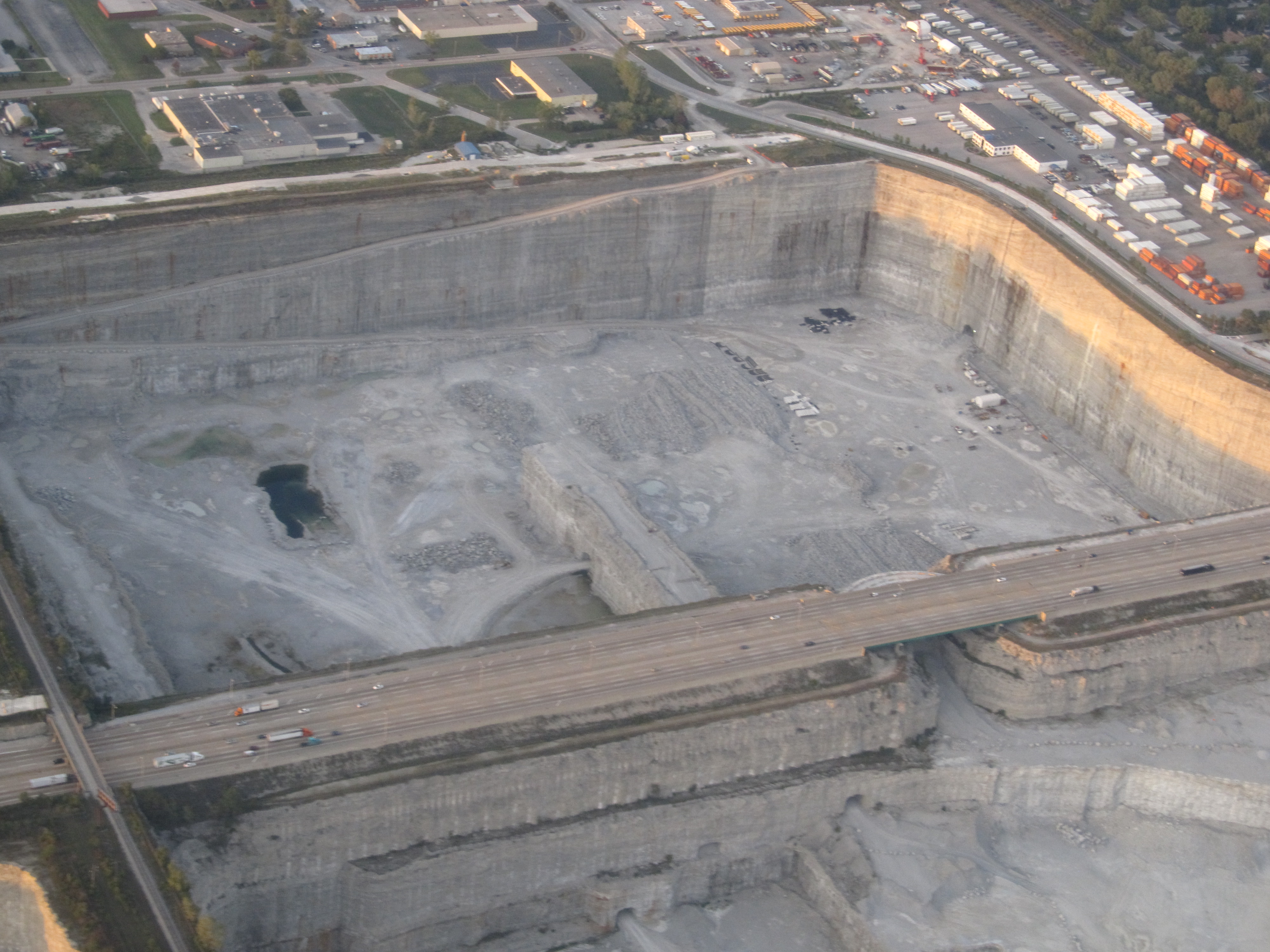
у Торнтоні, Іллінойс, США
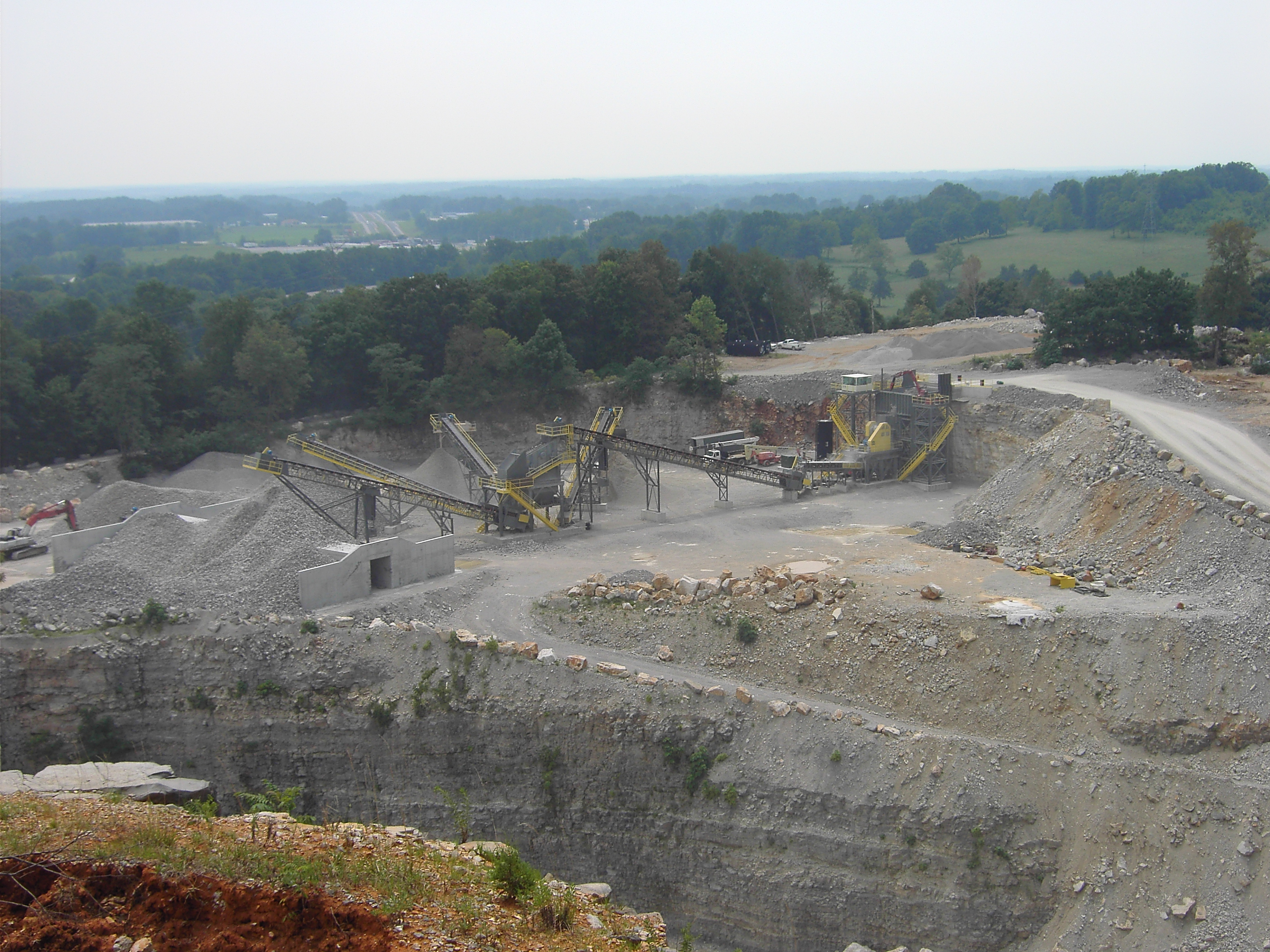
Кар'єр у штаті Теннессі, США
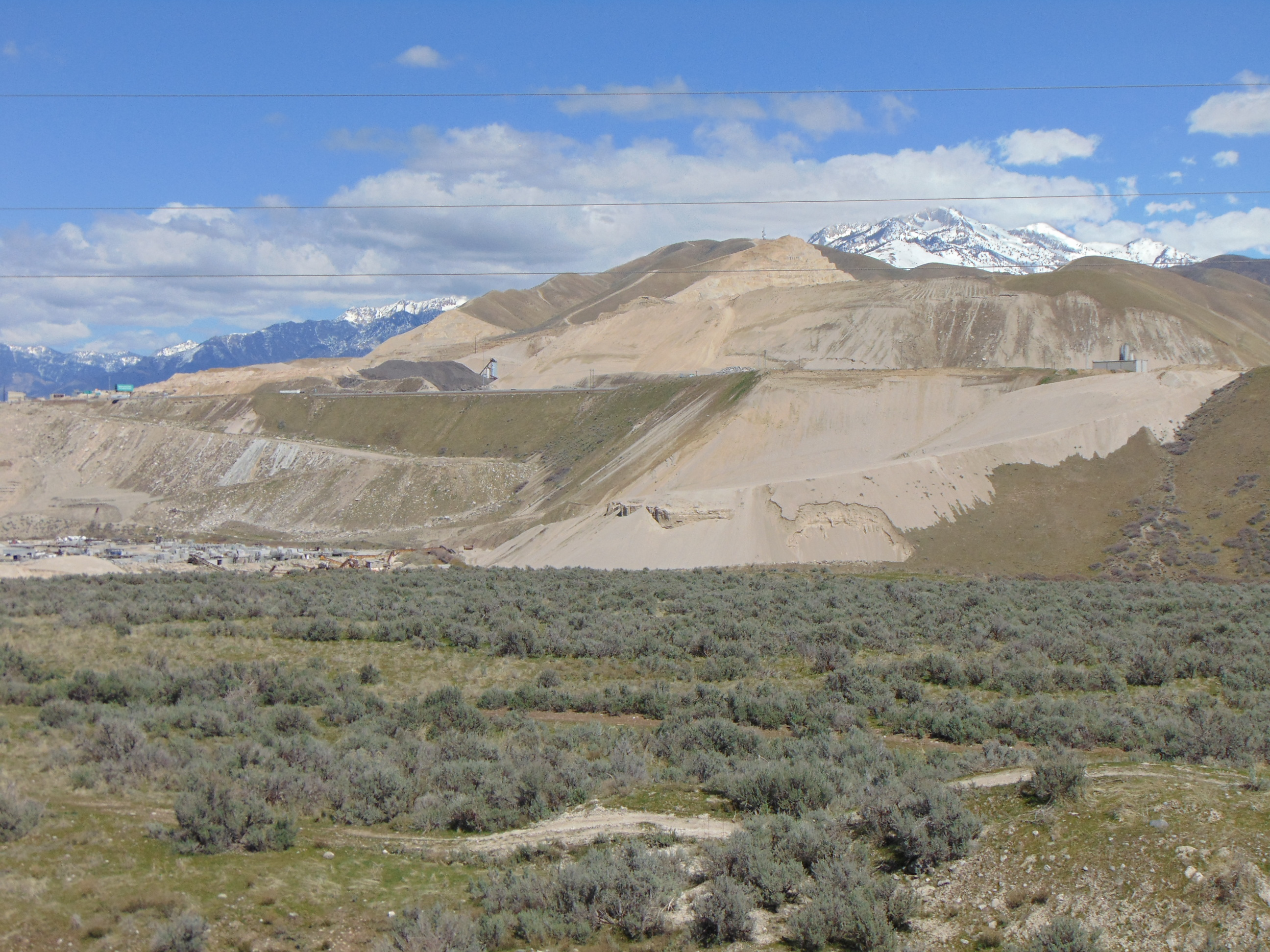
Кар'єр у місті Блаффдейл, штат Юта, США
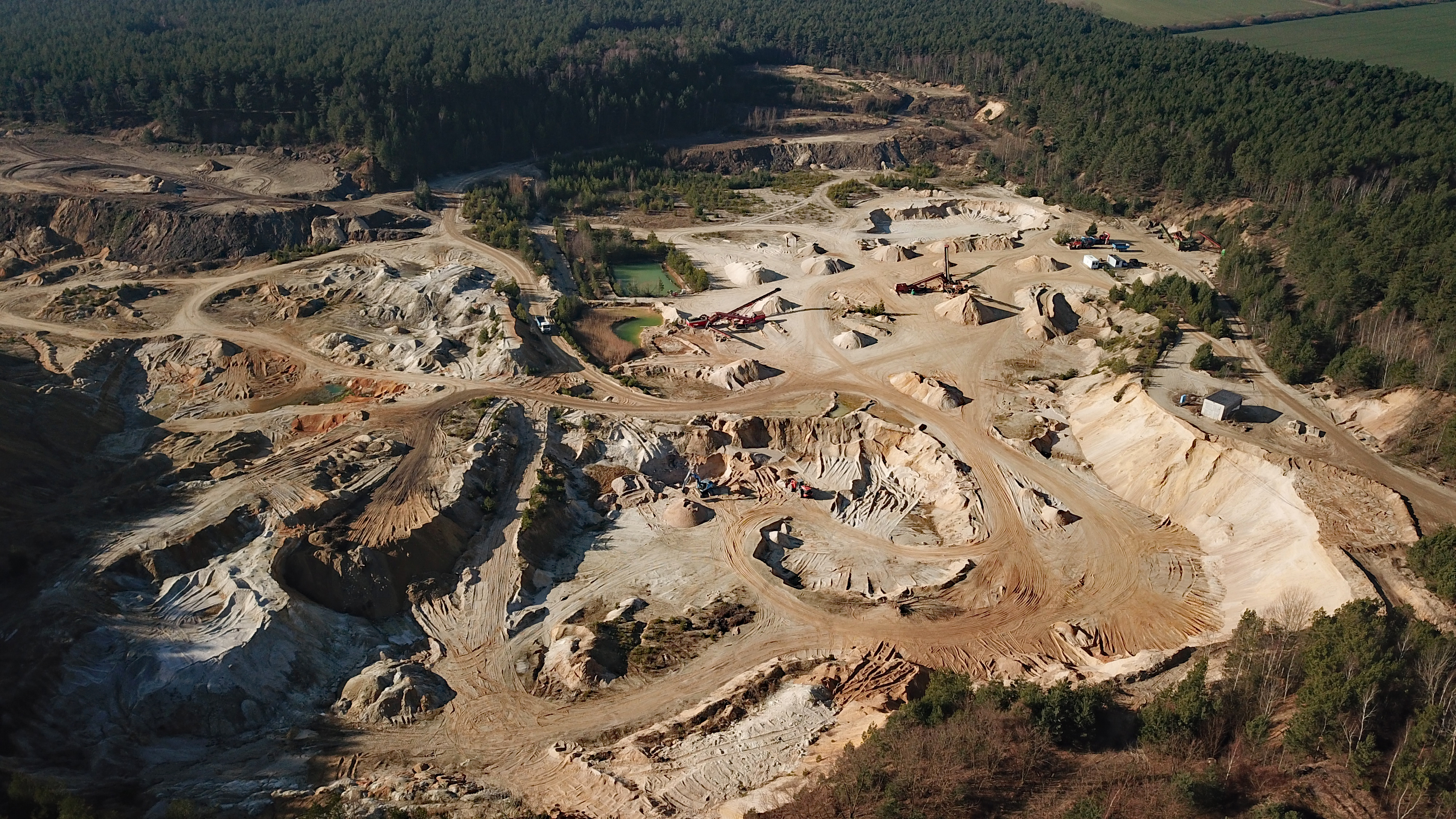
Кар'єр у Ослінґу, Саксонія, Німеччина

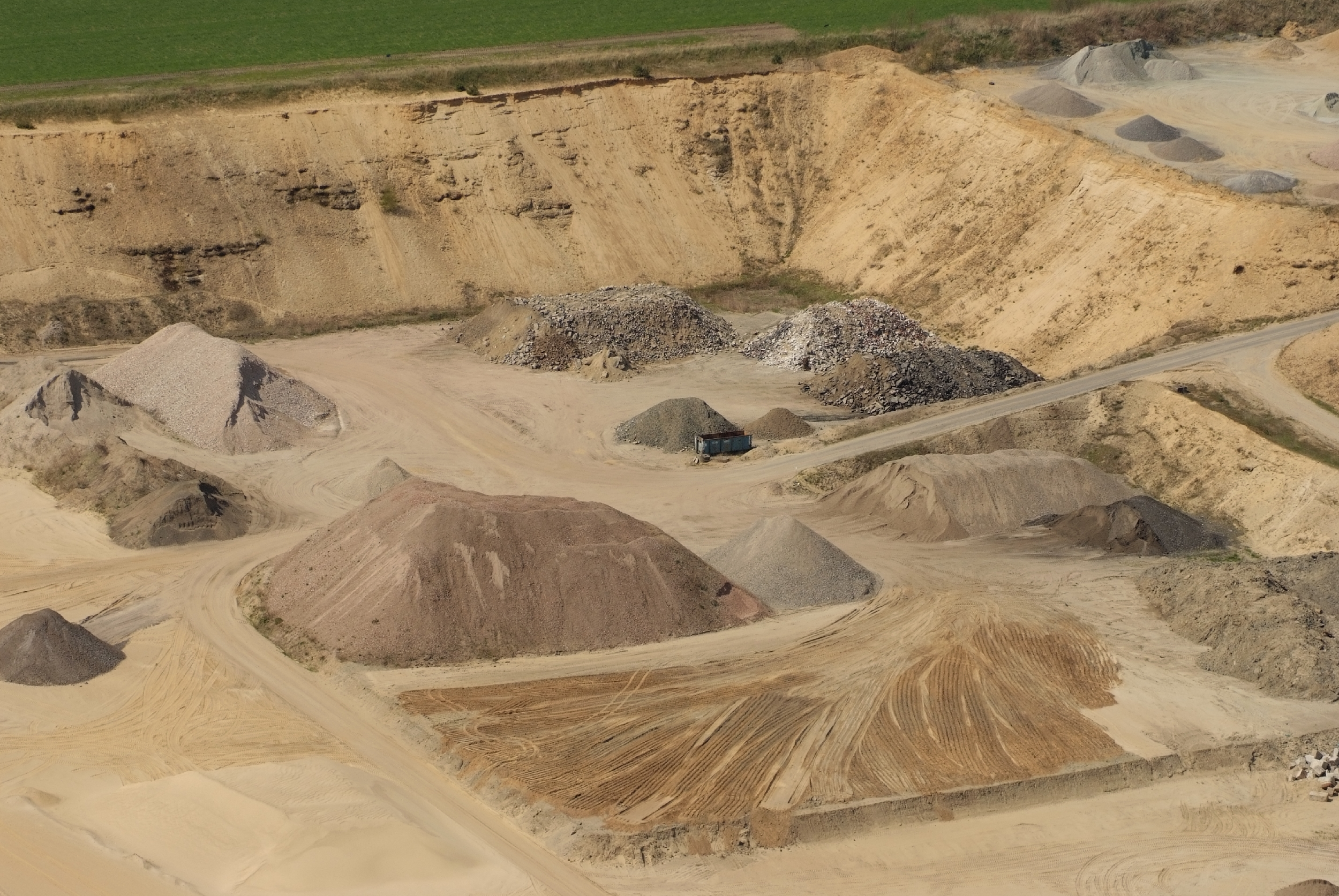
Кар'єр поблизу міста Папенбурґа, Нижня Саксонія, Німеччина
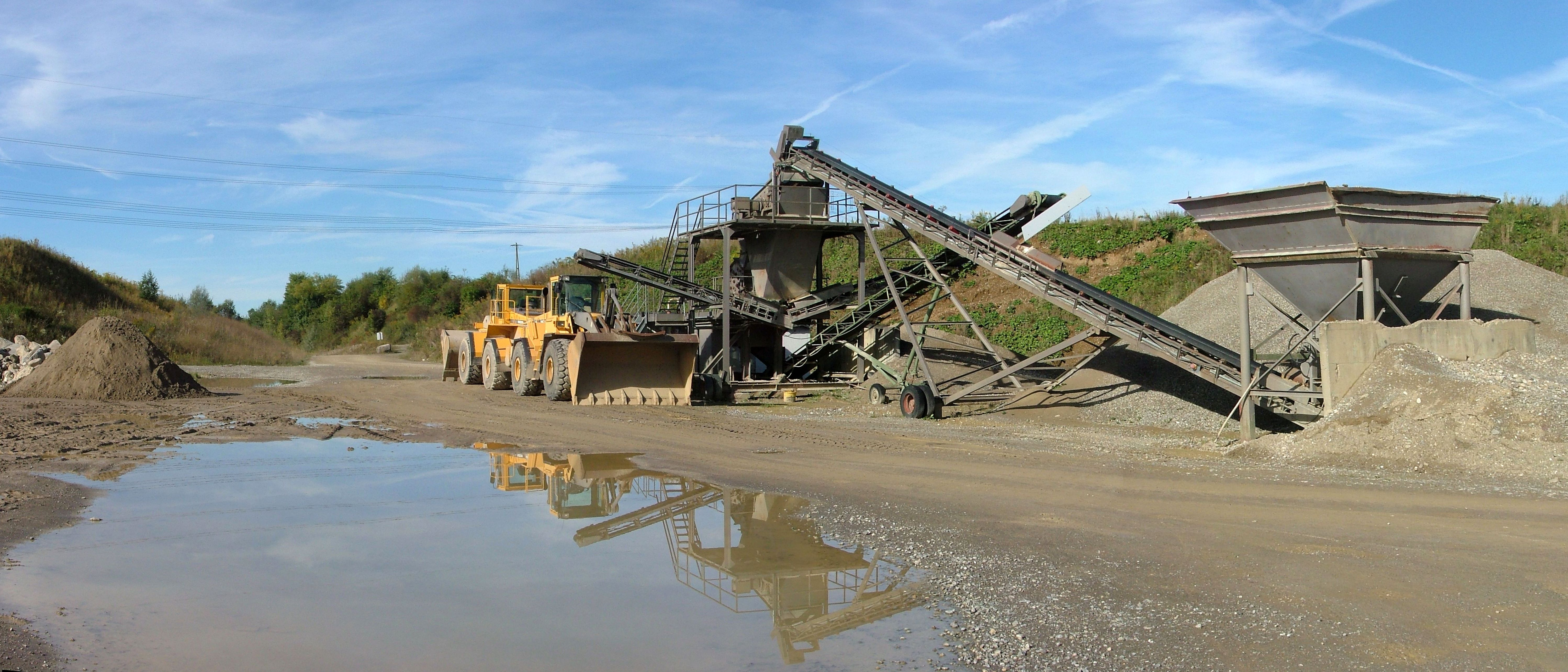
Кар'єр у Дітманнсрід, Баварія, Німеччина
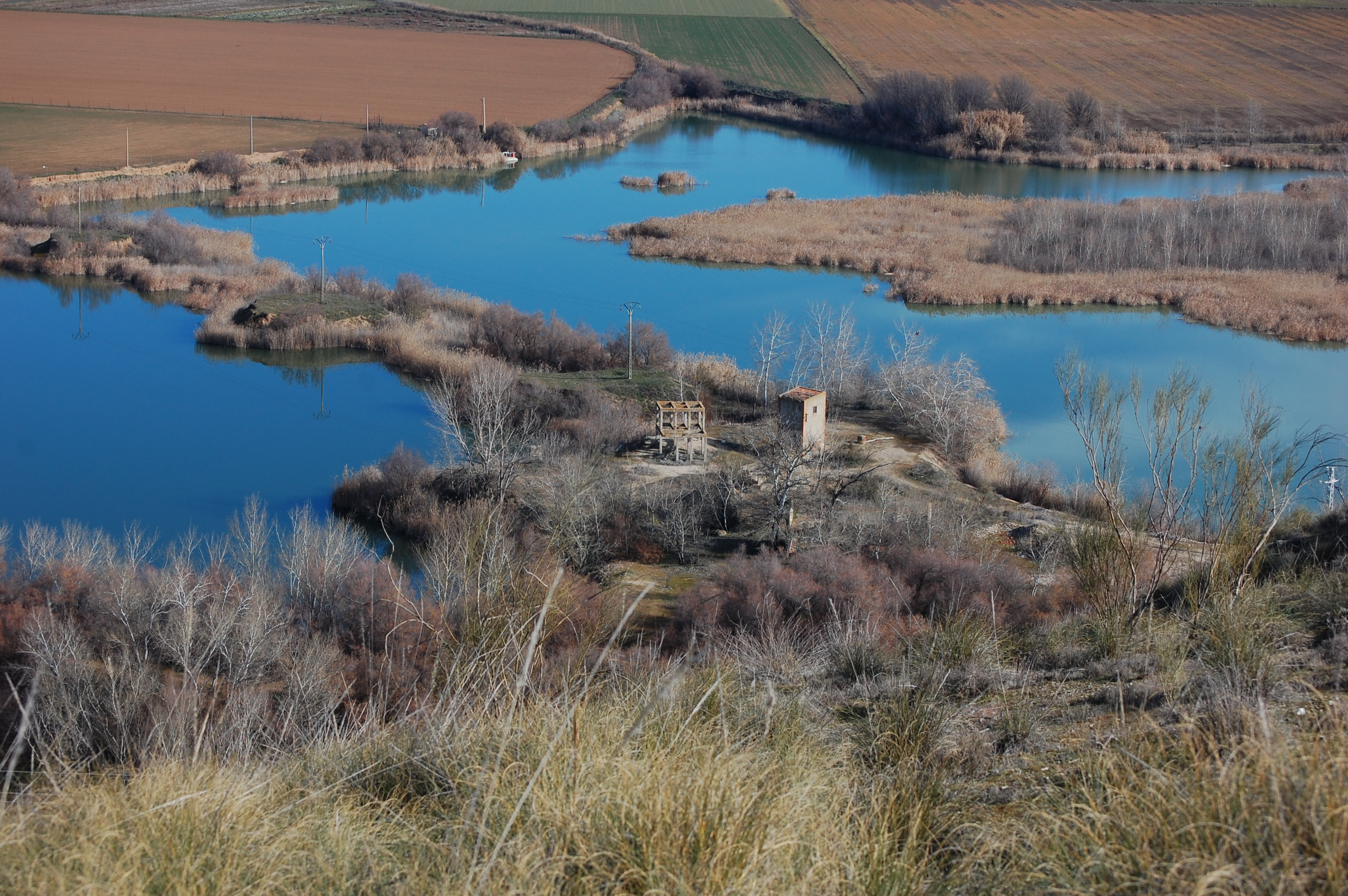
Колишній гравійний кар'єр у передмісті Мадрида
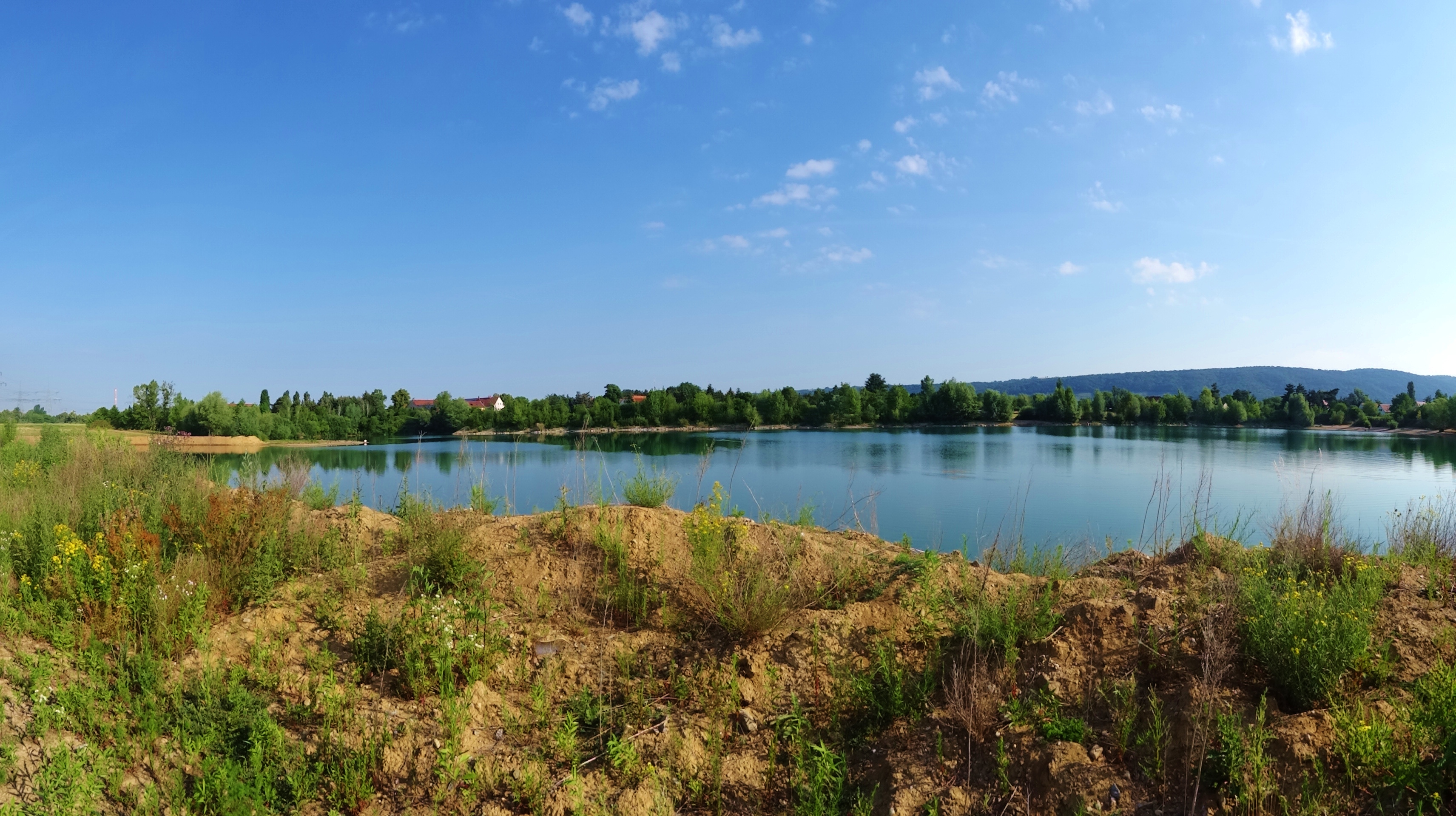
Колишній гравійний кар'єр у передмісті Дрездена
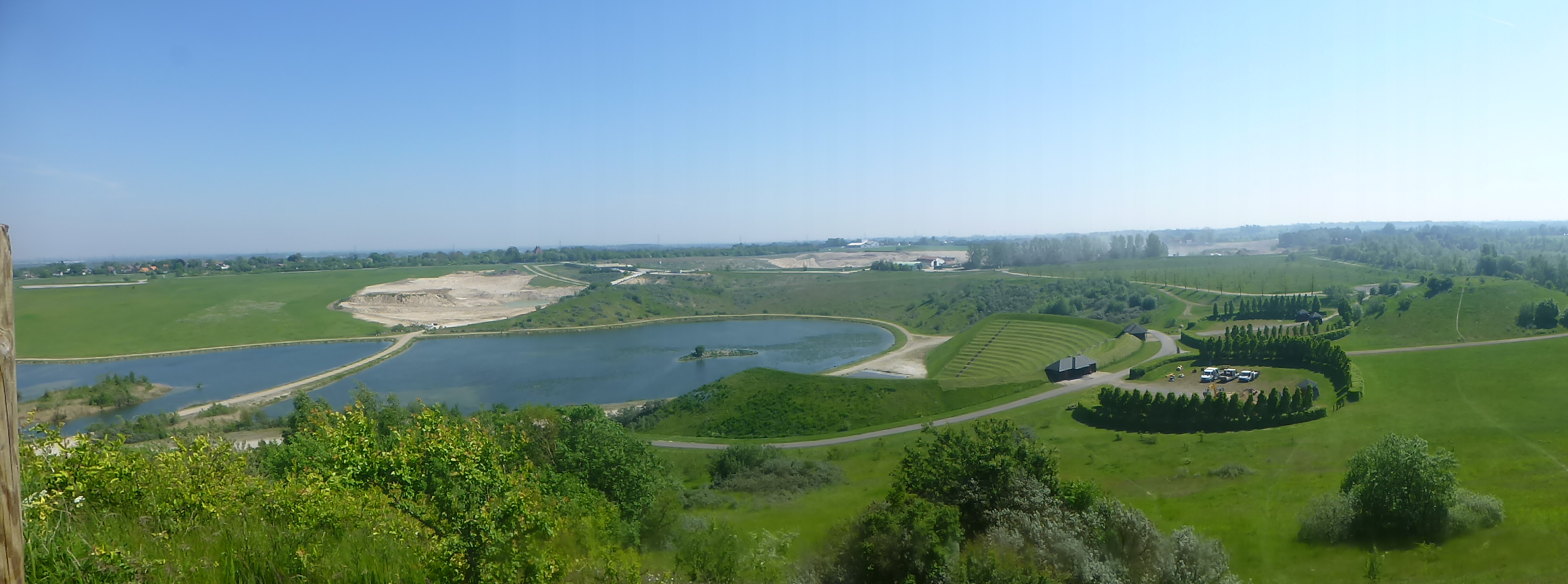
Рекреаційна зона «Геделанд»[en] – колишній гравійний кар'єр, поблизу міста Гедегусене, Данія

Гравійний кар'єр у Сількеборзі, Данія